# آلا هوهانیسیان (چشم‌پزشک)
آلا هایاستانی هوهانیسیان (ارمنی: Ալլա Հայաստանի Հովհաննիսյան؛ انگلیسی: Alla Hovhannisyan؛ زادهٔ ۲ ژوئیهٔ ۱۹۵۳) چشم‌پزشک و استاد اهل ارمنستان است.

## زندگی‌نامه
وی در ۲ ژوئیهٔ ۱۹۵۳ ‏در ایروان به دنیا آمد و از دانشگاه پزشکی دولتی ایروان فارغ‌التحصیل گشت. 

## یادداشت
1. ↑  բժշկական գիտությունների դոկտոր